# NGC 6803
NGC 6803 est une nébuleuse planétaire située dans la constellation de l'Aigle. NGC 6803 a été découverte par l'astronome américain Edward Charles Pickering en 1882. 

## Observation
Avec une magnitude visuelle apparente de 11,3, il est possible d'observer cette nébuleuse avec des jumelles. On peut cependant mieux la voir dans un petit télescope dont l'ouverture est de 15 cm et plus.  

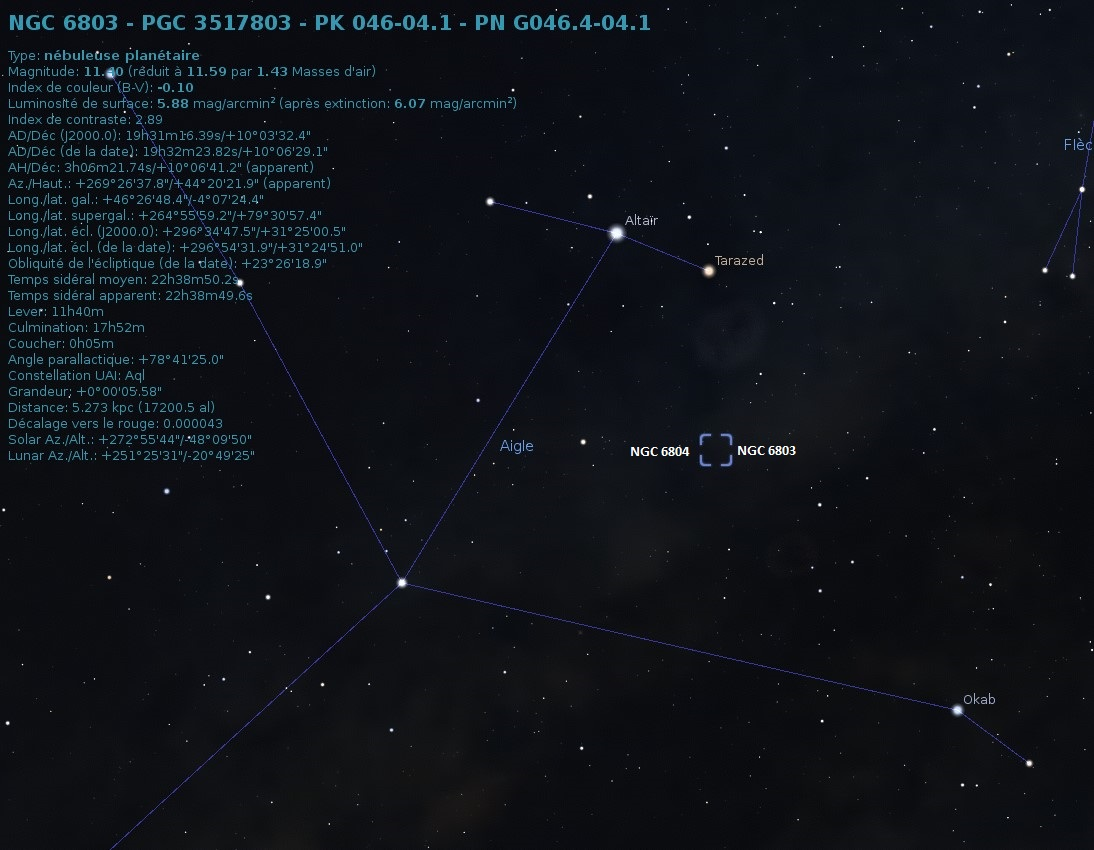
Emplacement de NGC 6803 dans le ciel de la Terre.

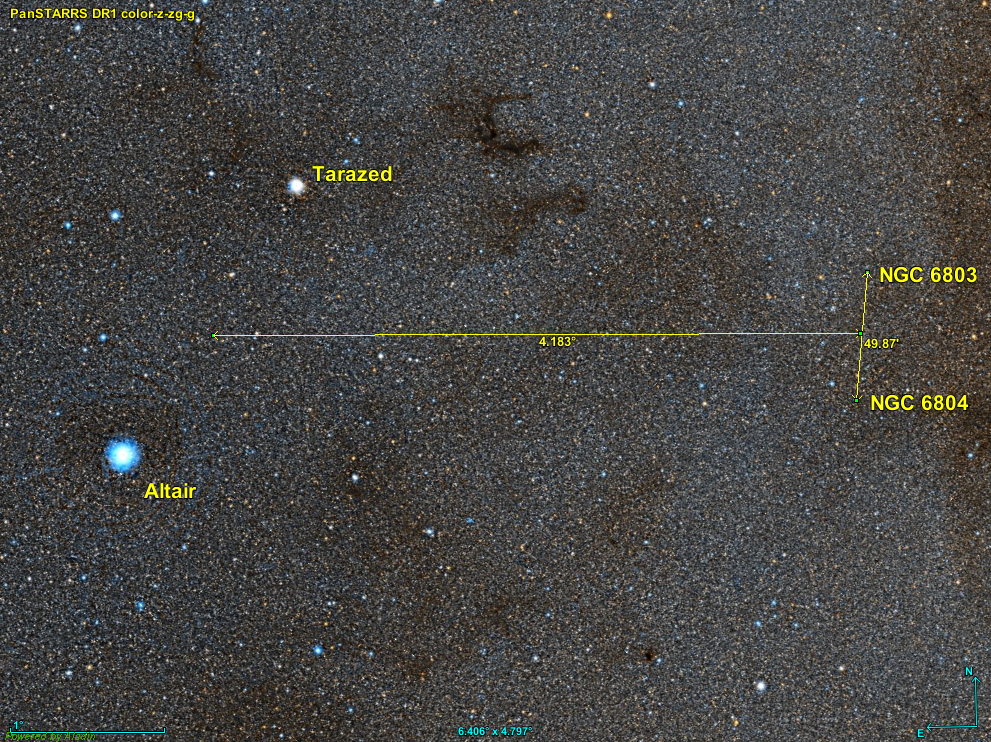
Position de NGC 6803 par rapport à des étoiles de la constellation de l'Aigle.

Une distance angulaire d'environ 50' séparent les nébuleuses planétaire NGC 6803 et NGC 6804. On peut donc dire qu'elles sont voisines l'une de l'autre. Elles sont situées à environ 4,2° à l'ouest de la ligne qui joint les étoiles Altaïr et Tarazed de la constellation de l'Aigle.

## Caractéristiques

### Distance, taille et vitesse
Deux distances presque identiques sont indiquées sur la base de données astronomique Simbad : environ 5 273 pc (∼17 200 al) et 5,334 ± 1,067 kpc (∼17 400 al).
Puisque sa taille apparente est de 0,17′, un calcul rapide montre que son envergure est égale à 0,86 al. Cependant, selon Corradi et ses collègues, NGC 6803 est entourée d'un halo quasi circulaire dont la taille est 30". Si l'on tient compte de ce halo, la taille réelle de cette nébuleuse atteint 2,5 ± 1,7 al.
Deux vitesses identiques égales à 13,1 ± 2,0 km/s et 13,1 km/s sont aussi indiquées par Simbad.

### Sa structure et son étoile centrale
En supposant une distance de 3 000 pc, les auteurs d'une publication parue en 2012 ont déduit une température de 90 000 K et une luminosité de 2400 {\displaystyle M_{\odot }} pour l'étoile centrale de la nébuleuse. Cette nébuleuse planétaire pourrait avoir été formée dans une région riche en métaux située près du plan de la Voie lactée par une étoile d'environ 1,0 {\displaystyle M_{\odot }} d'un système binaire ou d'un seul progéniteur d'environ 1,5 {\displaystyle M_{\odot }}.